# Bahamapijlstaart
De Bahamapijlstaart (Anas bahamensis) is een vogel uit de familie van de eendachtigen (Anatidae). De wetenschappelijke naam van de soort werd in 1758 gepubliceerd door Carl Linnaeus.

## Veldkenmerken
De geslachten zijn beide hetzelfde gekleurd: de wangen, keel en de voorhals zijn wit het overige verenkleed is gelig bruin met een zwarte tekening. De zwarte kleur is iriserend groen. De staart is puntig en licht kaneelbruin. De snavel is blauw met een rode basisvlek en de poten zijn loodgrijs.

## Verspreiding en habitat
De Bahamapijlstaart komt voor in het Caraïbisch gebied, Zuid-Amerika en de Galapagoseilanden. De habitat bestaat uit poelen en plassen met veel plantengroei, zoals mangrovemoerassen en lagunes langs de kust.
Er worden drie ondersoorten onderscheiden:
- A. b. bahamensis: West-Indië en noordelijk Zuid-Amerika.
- A. b. rubrirostris: van zuidelijk Ecuador en zuidelijk Brazilië tot noordelijk Argentinië en noordelijk Chili.
- A. b. galapagensis: de Galapagoseilanden.

## Suriname
Aan de Surinaamse kust is de Bahamapijlstaart een talrijke broedvogel, die van kleine en grotere plassen met veel Ruppia maritima houdt. Hij wordt er anakie genoemd.

## Leefwijze
De bahamapijlstaart eet vooral waterplanten en insecten.